# Роман Бюрки
Роман Бюрки (на немски: Roman Bürki, роден на 14 ноември 1990 г. в Мюнсинхен), е швейцарски футболист, играе като вратар и се състезава за американския Сейнт Луис Сити.

## Кариера
Бюрки започва кариерата си през 2007 година в състава на Йънг Бойс. През 2009 година преминава под наем в Тун, а половин година по-късно преминава и през Шафхаузен. През 2010 година се завръща обратно в Йънг Бойс, но веднага е пратен под наем в Грасхопър. Първо е резервен вратар, но по-късно се превръща в първи избор и след изтичането на наема Грасхопър решава да го привлече за постоянно. През 2013 година е част от състава победил с 4-3 след изпълнение на дузпи Базел във финала за Купата на Швейцария.
На 24 май 2014 година преминава в германския елитен Фрайбург, с който обаче изпада драматично в последния кръг. Бюрки изиграва 33 мача за Фрайбург през сезона.
На 14 юни 2015 година Роман Бюрки подписва с германския гранд Борусия Дортмунд.

## Успехи

### Клубни

#### Грасхопър
- Купа на Швейцария: 2013